# Chlebowo (Gubin)
Chlebowo (von 1945 bis 1953 Niemaszchleba; deutsch Niemaschkleba, 1937–1945 Lindenhain; niedersorbisch Njamašklěb) ist ein Dorf und ein Schulzenamt in der polnischen Woiwodschaft Lebus, das zur Landgemeinde Gubin (Guben) im Powiat Krośnieński (Landkreis Crossen) gehört. Mit 627 Einwohnern (2016) ist Chlebowo der einwohnerstärkste Ortsteil der Gemeinde Gubin. Bis zum 5. Oktober 1954 war Chlebowo eine eigenständige Landgemeinde (Gmina wiejska) und danach eine Gromada, die am 1. Juli 1968 nach Wałowice eingemeindet wurde.

## Geografische Lage
Der Ort liegt im polnischen Teil der Niederlausitz, ca. 14 Kilometer nordöstlich der Stadt Gubin und acht Kilometer Luftlinie östlich der Grenze zu Deutschland. Umliegende Ortschaften sind Rybaki (Schönfeld) im Norden, Połęcko (Pollenzig) im Nordosten, Czarnowo (Neuendorf) im Osten, Chojna (Friedrichswalde) im Südosten, Wałowice (Wallwitz, Kr. Guben) im Südwesten, Żytowań (Seitwann) im Westen sowie Rybołowy und Łowy (Lahmo) im Nordwesten.
Nördlich von Chlebowo fließt die Oder. Das Dorf liegt an der Droga wojewódzka 138, die den Ort mit Gubin/Guben verbindet. Zwischen Chlebowo und dem Nachbarort Połęcko ist diese Straße durch eine Fähre über die Oder unterbrochen. Nordwestlich von Chlebowo liegt das Naturschutzgebiet Krzesiński Park Krajobrazowy. Im Süden und Westen ist der Ort von weitreichenden Waldflächen umgeben, nördlich liegt die Aue der Oder.
Zum Dorf Chlebowo gehören der Ort Rąbiechów (Heideschäferei) und die Einzelsiedlungen Mikulice (Augustwalde) und Ponik (Panicke) und Płocin (Tiefensee).

## Geschichte
Chlebowo wurde erstmals im Liber fundationis episcopatus Vratislaviensis des Erzbistums Breslau aus dem Jahr 1295 unter dem Namen Schwchleb urkundlich erwähnt. Damals befand sich die Siedlung an der Ostgrenze der Lausitz nahe der Grenze zum schlesischen Herzogtum Glogau. Am 18. April 1353 kaufte die Stadt Guben das Dorf Nymatschclebe von seinen damaligen Besitzern Hans, Otto und Frenzel von Budyssin auf. Der Kauf wurde wenig später durch Markgraf Friedrich dem Strengen bestätigt. Der Ortsname ist von dem altniedersorbischen Wort namaschkleb abgeleitet. Dieses besteht aus den Bestandteilen maschasch=kneten und kleb für Brotlaib. Der Name bezieht sich somit auf die Erwerbstätigkeit des Brotbackens im Dorf. In der folgenden Zeit änderte sich die Schreibweise des Ortsnamens häufig, zu den verwendeten Namensformen gehörten unter anderem Nemisclebe, Nemaschgleba oder Nemesklaba. Die Schreibung Niemaschkleba setzte sich erst etwa im 19. Jahrhundert durch. Von seiner Ersterwähnung an bis ins 19. Jahrhundert war Chlebowo ein Kämmereidorf der Stadt Guben. Von seiner Siedlungsform her ist Chlebowo ein Angerdorf.
1429 wurden die Stadt Guben und die umliegenden Dörfer von den Hussiten überfallen. Dabei wurde Niemaschkleba völlig verwüstet. Danach wurde das Dorf etwas weiter nördlich wieder aufgebaut. Ein Dorf mit dem Namen Chelmen, das ebenfalls zerstört worden war, wurde nicht wieder aufgebaut und die Bewohner dieses Dorfes schlossen sich Niemaschkleba an. An der Stelle des ehemaligen Dorfes Chelmen wurde später der Heidekrug errichtet. 1441 wurde der Ort für 100 böhmische Groschen an die Adelsfamilie von Kalckreuth verkauft, nachdem diese bereits am 13. März 1441 von Landvogt Nickel von Polenz mit dem Dorf belehnt worden waren. 1593 wurde Niemaschkleba bei einem Oderhochwasser beschädigt.
Von etwa ab Mitte des 14. Jahrhunderts bis 1635 gehörte Niemaschkleba zu den Ländern der Böhmischen Krone, nach dem Frieden von Prag ging das Dorf an das Kurfürstentum Sachsen über. Während des Dreißigjährigen Krieges wurde Niemaschkleba am 12. Dezember 1636 von der schwedischen Armee unter Führung des Generals Carl Gustaf Wrangel überfallen. Dabei wurde die Kirche angezündet und große Teile des Dorfes zerstört. Dazu waren bereits aus den Vorjahren einige Pestopfer zu beklagen, wodurch die Bevölkerungszahl bis 1648 im Vergleich zu vor Kriegsbeginn stark sank. Nach Kriegsende waren sieben Bauerngüter unbesetzt. Am 26. Oktober 1664 wurde im Dorf eine Einwohnerzählung durchgeführt. Zu diesem Zeitpunkt hatte Niemaschkleba 193 Einwohner, davon waren 163 Einwohner Sorben, wobei von diesen wiederum 38 die deutsche Sprache beherrschten. Im Jahr 1670 gab es in Niemaschkleba 53 abgabepflichtige Haushalte. Davon waren 34 Bauern, 14 Gärtner, drei Büdner und vier Hausleute.
Am 30. August 1707 lieh sich König Friedrich August I. der Starke von dem preußischen Generalkommissionsrat 2000 Taler, um die schwedische Kontribution zu bezahlen und gab im Gegenzug die beiden Dörfer Mückenberg und Niemaschkleba dem Kommissionsrat Bock als Pfand. Am 11. Februar 1726 erwarb dann die Stadt Guben die Eigentumsrechte an der Dorfschmiede in Niemaschkleba. Am 23. Oktober 1746 brannten während des Siebenjährigen Krieges 68 Wohngebäude im Ort ab. Bei dem Brand starben vier Einwohner im Alter von sieben, 27, 63 und 75 Jahren. Im April 1751 kam es in Niemaschkleba wieder zu einem Brand, bei dem 21 Gehöfte und ein Vorwerk zerstört wurden. 1800 gab es in Niemaschkleba 92 Feuerstellen. Dazu kamen die Siedlungen Heidekrug mit vier Feuerstellen und Heideschäferei mit zwei Feuerstellen.
Im Zuge der politischen Neuordnung nach dem Wiener Kongress kam die Niederlausitz und somit auch das Dorf Niemaschkleba, das vorher zum Königreich Sachsen gehörte, an das Königreich Preußen. 1820 hatte Niemaschkleba 90 Wohngebäude, im Dorf lebten 42 Büdner, 34 Bauern, 13 Kossäten und ein Müller. Mit Ausnahme des Müllers besaßen alle anderen Einwohner das volle Eigentumsrecht an ihren Besitztümern. Am 25. Mai 1830 kam es in der Umgebung Niemaschklebas zu einem heftigen Sturm, bei dem mehrere Wirtschaftsgebäude zerstört wurden. In der Nacht vom 24. auf dem 25. April 1836 wurden im Ort 26 Gebäude bei einem Brand zerstört. Laut der Topographisch-statistischen Übersicht des Regierungsbezirks Frankfurt an der Oder aus dem Jahr 1844 hatte Niemaschkleba zu dieser Zeit 97 Wohngebäude, in denen 951 Menschen lebten. Das Dorf verfügte über eine Wassermühle.
Für das Jahr 1867 sind in Niemaschkleba zwei Wassermühlen erwähnt. Damals hatte das Dorf 1004 Einwohner. Dazu kamen noch das Vorwerk Heideschäferei mit 77 Einwohnern, die Försterei Augustwalde mit 51 Einwohnern, der Gasthof Heidekrug mit 23 Einwohnern, die Schäferei Panicke mit neun Einwohnern und die Kolonie Heideschäferei am Tiefensee mit acht Einwohnern. 1878 brach in Niemaschkleba die Rinderpest aus und die Ortschaft wurde abgeriegelt. Im Jahr 1900 hatte Niemaschkleba laut dem deutschen Gemeindeverzeichnis 892 Einwohner, die zugehörige Siedlung Heideschäferei 112 Einwohner. Der Heidekrug, zunächst Oberförsterei und später Dorfkrug von Niemaschkleba, brannte 1913 ab und wurde durch einen Neubau ersetzt. Im Jahr 1925 hatte Niemaschkleba 920 Einwohner, 1933 waren es 955 Einwohner und zu Kriegsbeginn 1939 hatte Niemaschkleba 956 Einwohner. Am 30. September 1928 wurde die damalige Landgemeinde Heideschäferei (heute Rąbiechów) eingemeindet.
Ab 1816 lag Niemaschkleba im Landkreis Guben im Regierungsbezirk Frankfurt in der Provinz Brandenburg. Der Ortsname Niemaschkleba wurde 1937 im Zuge der nationalsozialistischen Germanisierung sorbischstämmiger Ortsnamen in Lindenhain geändert. Nach der Grenzziehung in der Zeit nach dem Zweiten Weltkrieg kam der Ort unter dem Namen Niemaszchleba an die Republik Polen. Dort gehörte der Ort zunächst zum Powiat Gubinski in der Woiwodschaft Posen. Der größte Teil der deutschen Bevölkerung im Juli 1945 auf die westliche Seite der Lausitzer Neiße vertrieben, die Region um Gubin hatte nach Kriegsende einen starken Bevölkerungsrückgang zu verzeichnen. Ab 1948 wurden aus dem Militärdienst entlassene Polen in Niemaszchleba und den umliegenden Dörfern angesiedelt. Am 1. Juli 1952 wurde die Landgemeinde Chlebowo nach Wałowice eingemeindet. Im Folgenden wurde der Name zu Chlebowo geändert. Im Oktober 1954 kam es zu einer weiteren Kommunalreform, bei der die Landgemeinden als Verwaltungseinheit abgeschafft und durch Gromadas ersetzt wurden. Chlebowo wurde daraufhin wieder eigenständig, zur Gromada Chlebowo gehörten zudem die Ortsteile Łomy und Kosarzyn.
Am 31. Dezember 1961 wurde der Powiat Gubinski aufgelöst und dem Powiat Krośnieński angegliedert. Am 1. Juli 1968 wurde die Gromada Chlebowo in die Gromada Wałowice eingegliedert. Mit dem 1. Januar 1973 trat eine weitere Kommunalreform in Kraft, bei der die Gromada Wałowice in eine Gmina wiejska umgewandelt wurde. Am 15. Januar 1976 fusionierte diese Gemeinde mit Grabice und Stargard Gubiński zu der neuen Landgemeinde Gubin. Zwischen 1975 und 1998 gehörte der Ort zur Woiwodschaft Zielona Góra, nach deren Auflösung in Folge einer Gebietsreform kam der Ort zur Woiwodschaft Lebus. 2003 wurde Chlebowo an das öffentliche Kanalnetz angeschlossen. Ortsbürgermeisterin in Chlebowo ist seit 2014 Katarzyna Pławiak.

## Kolonie Augustwalde
Die Oberförsterei Augustwalde entstand am 7. März 1798 mit der Errichtung eines Wohnhauses mit Stallungen und Garten in der Nähe von Friedrichswalde durch den Kolonisten Martin Friedrich Gromm zur Vermeidung von in dieser Zeit üblichen Holzdiebstälen. Die Siedlung wurde nach dem damaligen Kurfürsten Friedrich August I. benannt. Damals lebten in der Siedlung neun Waldarbeiter. Zwischen Augustwalde und dem nördlich gelegenen Friedrichswalde verlief die Grenze zwischen Preußen und Sachsen, Augustwalde gehörte zu Sachsen und Friedrichswalde zu Preußen. 1870 und 1902 hatte die Kolonie jeweils zehn Haushalte, 1945 waren es noch acht. Seit 1945 hieß der Ort Mikulice, heute ist er wüst gefallen und auch nicht mehr mit dem Auto erreichbar.

## Sehenswürdigkeiten
Die Pfarrkirche St. Joseph wurde im 13. Jahrhundert im gotischen Stil errichtet und in den folgenden Jahrhunderten mehrfach umgestaltet, auch, weil sie wiederholt durch Brände zerstört wurde. Im Jahr 1900 stürzte der Kirchturm ein. Nach dem Zweiten Weltkrieg wurde die Kirche rekonstruiert und wieder aufgebaut. Seitdem befindet sich die Kirchenglocke in einem Holzturm neben der Kirche. Neben der Kirche befindet sich ein Gefallenendenkmal zu Ehren der Gefallenen des Ersten Weltkrieges.

## Sonstiges
In Chlebowo gibt es eine Schule, die Zespół Szkół w Chlebowie, die alle Klassenstufen (Grundschule bis Klasse 7 sowie ein Gymnasium) anbietet. Im Ort ist zudem der Fußballverein LKS „PŁOMIEŃ“ Chlebowo ansässig.

## Nachweise
1. 1 2  Rozmieszczenie ludności w gminie według miejscowości (polnisch), abgerufen am 22. Mai 2018
2. ↑  Arnošt Muka: Serbski zemjepisny słowničk. Budyšin, 1927, S. 78 (Digitalisat).
3. ↑  Alexander Buttmann: Die deutschen Ortsnamen mit besonderer Berücksichtigung der ursprünglich wendischen in der Mittelmark und Niederlausitz. Ferd. Dümmlers Verlagsbuchhandlung, Berlin 1856, S. 137.
4. 1 2 3  Kleine Schöne rappelte sich immer wieder auf. In: lr-online.de. Lausitzer Rundschau, 24. Oktober 2006, abgerufen am 22. Mai 2018.
5. ↑  Johann Christian Loocke: Die Geschichte der Kreisstadt Guben. Görlitz 1803, S. 191 (slub-dresden.de).
6. ↑  Karl Gander: Die Geschichte der Stadt Guben. Guben 1925, S. 116.
7. ↑  Karl Gander: Niederlausitzer Mitteilungen, Band 20/21. 1931, S. 35.
8. ↑  Karl Gander: Die Geschichte der Stadt Guben. Guben 1925, S. 174.
9. ↑  Karl Gander: Die Geschichte der Stadt Guben. Guben 1925, S. 188.
10. ↑  Karl Gander: Die Geschichte der Stadt Guben. Guben 1925, S. 191.
11. ↑  Topographisch-statistische Übersicht des Regierungsbezirks Frankfurt a. d. O. 1844, S. 85 (bsb-muenchen.de).
12. ↑  Statistisches Bureau der Königlichen Regierung zu Frankfurt a. O.: Topographisch-statistisches Handbuch des Regierungs-Bezirks Frankfurt a. O. Verlag von Gustav Harnecker u. Co., Frankfurt a. d. O. 1867, Online bei Google Books, S. 93
13. ↑  Czesław Osękowski: Zur polnischen Besiedlung der ehemals deutschen Gebiete nach dem Zweiten Weltkrieg. Lebuser Land und Kreis Gubin. Abgerufen am 22. September 2018.
14. ↑  Chlebowo im Geschichtlichen Ortsverzeichnis. Abgerufen am 22. Mai 2018.
15. ↑  Wykaz Sołtysów - kadencja 2014-2018. 4. Dezember 2015, abgerufen am 27. Mai 2018 (polnisch).
16. ↑  Unterwegs zur Wüste Mikulice. Abgerufen am 22. Mai 2018.